# Bebelplatz
Bebelplatz (tidigare kallad Opernplatz) är ett torg i stadsdelen Mitte i centrala Berlin. Torget omges av Alte Bibliothek i väster, Unter den Linden, med Humboldtuniversitetets huvudbyggnad på andra sidan boulevarden, i norr, Prinzessinnenpalatsets trädgård i öster och Behrenstrasse, med Sankta Hedvigskatedralen på andra sidan gatan, i söder. På den östra delen av torget står Staatsoper Unter den Lindens byggnad. Platsen är sedan 1947 uppkallad efter August Bebel, det tyska socialdemokratiska partiets ordförande mellan 1892 och 1913, men har tidigare kallats Platz am Opernhaus (1743–1910) och Kaiser-Franz-Joseph-Platz (1910–1947). I dagligt tal kallades dock platsen under lång tid för Opernplatz.

## Bokbålet 10 maj 1933
Bebelplatz (då kallad Opernplatz) är den plats där omfattande bokbål ägde rum den 10 maj 1933. På initiativ av Joseph Goebbels, Hitlers propagandaminister, brände här SA och nazistiska ungdomsorganisationer över 20 000 böcker, huvudsakligen av judiska författare, exempelvis Heinrich Heine och Karl Marx, men även av författare misshagliga av andra skäl, som Thomas Mann och Ernest Hemingway.